# Pena de morte na Nigéria
A pena de morte é uma pena legal na Nigéria.

## Justificação
A pena de morte é autorizada pela Seção 33 da Constituição da Nigéria. Os crimes capitais incluem assassinato, ofensas relacionadas ao terrorismo, estupro, roubo, sequestro, sodomia, homossexualidade, blasfêmia, adultério, incesto, assistência ao suicídio de uma pessoa legalmente incapaz de consentir, perjúrio em um caso capital causando execução indevida, traição, ofensas como motim e prática de crenças indígenas em estados que aplicam a lei da sharia.
Exceção:
Nos casos em que um réu é considerado culpado de uma ofensa capital e condenado, onde o réu é uma mulher grávida, ela não deve ser sentenciada à morte, mas condenada à prisão perpétua.
Um réu que é considerado culpado de uma ofensa capital e, portanto, condenado; mas, no momento da prática do crime, com menos de dezoito anos, não pode ser condenado à morte, mas condenado à prisão perpétua.

## Métodos
Os métodos de execução incluem enforcamento, tiro, apedrejamento e, desde 2015, injeção letal.

## História
Durante as juntas militares nigerianas de 1966 a 79 e 1983 a 1998, o governo executou seus oponentes políticos.

## Século XXI
Desde a transição para a democracia em 1999, as sentenças de morte são frequentemente dadas, mas raramente executadas. Após 2006, nenhuma execução ocorreu até junho de 2013, quando foram enforcados quatro prisioneiros no corredor da morte, embora cerca de mil outros prisioneiros condenados aguardassem a execução na época. As próximas execuções ocorreram em 2016, quando três homens foram enforcados por assassinato e assalto à mão armada.
Em 17 de dezembro de 2014, depois de serem considerados culpados de conspiração por cometer motim, 54 soldados nigerianos foram condenados à morte por fuzilamento. O julgamento foi realizado secretamente por um tribunal militar.
O uso da pena de morte na Nigéria gerou debate. Em outubro de 2014, o ex - governador do Delta do estado Emmanuel Uduaghan perdoou três presos que estavam no corredor da morte, seguindo as recomendações do Conselho Consultivo Estadual de Prerrogativa de Misericórdia. Em 2017, o governo nigeriano rejeitou o pedido da Anistia Internacional para interromper a execução planejada de alguns presos no estado de Lagos.
Em maio de 2020, durante a pandemia de coronavírus, um tribunal em Lagos usou um aplicativo de videoconferência para emitir uma sentença de morte.